# 田崧
田崧（？—325年），又作田嵩，字子岱，五胡十六国時代前趙武将。
田崧被劉曜任命为大鴻臚。323年八月，劉曜親征前涼張茂討伐，張茂得知前趙大軍到来，大惊，派使者向前趙称藩。劉曜大喜，派遣田崧任命張茂为使持節、假黄鉞、侍中、都督涼南北秦梁益巴漢隴右西域杂夷匈奴諸軍事、太師、大司馬、涼州牧、西域大都護・護羌校尉，封涼王，加九錫。 
仇池楊難敵听说陳安已被劉曜所灭，开始害怕前趙来犯。于是，他与弟弟楊堅頭南逃汉中。劉曜任命田崧为鎮南大将軍、益州刺史，守卫仇池。
325年，楊難敵从汉中回攻仇池，攻占仇池。抓获田崧，带到面前。楊難敵左右侍从命令田崧跪拜。田崧瞪着眼睛斥骂楊難敵：「氐狗。我是天子的牧伯，怎能向叛贼跪拜」。杨难敌对他说：“田子岱，我将和你共建大業。你能忠于刘氏，怎么不能忠于我呢。”田崧厉色高声说：“氐贼，你本为奴才，谈什么大业。我宁愿作赵国的死鬼，不作你的臣下。”他回身推开一人，夺下他的剑，向前剑刺杨难敌，没有刺中，被杨难敌所杀。